# 规范 (文档)
规范（英語：Specification）指不同廠商製作相同或相似產品時的格式統一。例如，USB就是傳輸规范。

## 出現
规范的提出，通常是為了統合各家廠商各有各的格式而產生出的問題。
為了成為最後的統一规范，廠商推出格式之後經常引爆“规范大战”，例如藍光光碟與HD DVD之間爆發的規格大戰。

## 规范和标准
兩者意思很接近，經常會把剛接觸者給搞混，但實際上兩者的意思卻又不一樣。规范很單純就是「规定」部分的統一；标准則指制定技術標準並就其達成一致意見的過程。